# Kelly Bishop
Kelly Bishop (født Carole Bishop 28. februar 1944) er en amerikansk skuespiller.

## Biografi

### De tidlige år
Bishop blev født i Colorado Springs, Colorado med forældrene Jane Lenore og Lawrence Boden Bishop. Hun voksede op i Denver, Colorado, hvor hun trænede til at blive balletdanser og gik på flere forskellige balletskoler. Som 18-årig rejste hun til New York og fik sit første job som balletdanser. Bishop blev ved med at danse i Las Vegas og på tv indtil hun i 1967 blev udtaget til sin første Broadway-rolle i Golden Rainbow. 

### Karriere
Bishops store gennembrud kom da hun blev udtaget til at være den sexede Sheila i Broadwayproduktionen A Chorus Line. For denne rolle fik hun en Tony Award og en Drama Desk Award i 1976. Udover A Chorus Line medvirkede hun i flere Broadway-stykker.
Det varede ikke længe før hun spillede sammen med store skuespillere i film. Hun fortsatte karrieren ved at optræde som mor for en række kendte skuespillere bl.a. i Dirty Dancing.
Fra 2000 til 2007 spillede Bishop med i tv-serien Gilmore Girls som den tredje "pige", Emily Gilmore. Her spiller hun en velhavende mor og mormor til de to primære hovedpersoner.